# Santa Maria de la Pobla de Montornès
Santa Maria de la Pobla de Montornès és una església amb elements gòtics, renaixentistes i barrocs de la Pobla de Montornès (Tarragonès) protegida com a Bé Cultural d'Interès Local.

## Descripció
Església d'una nau amb capelles laterals. Maçoneria i carreus a les cantonades. La volta de la nau és de creueria. Les capelles tenen volta de canó i de creueria gallonada a la capçalera. En conjunt l'església presenta un estil gòticrenaixentista de l segle xvi, amb afegits barrocs del segle xviii. Sobretot al campanar i a la façana.
El campanar és una superba torre barroca que desborda la simplicitat i serietat del temple.

## Història
Va ser construïda per decret del Cardenal Cervantes el 1580.